# 磺渓 (新北市)
磺渓（huángxī こうけい）は、台湾北部を流れる単独水系の河川。七星山北側の麓を水源とし、台北市士林区・北投区、新北市金山区を流れ、金山区で東シナ海に流入している。全長13.5km、流域面積50.8km2。主要な支流に清水渓と西勢渓がある。
なお、基隆河の支流に台北市士林区・北投区を流れる同名の川（磺溪 (台北市)もあるため、区別をするため基隆河支流を南磺渓、本河川を北磺渓と呼ぶ場合もある。

## 本河川の特徴
本河川は硫黄によって川床の岩石が黄褐色にそまっていることが特徴である。磺渓流域には楓林瀑布や八煙温泉・馬槽温泉、河口部には金山温泉・金山老街などの観光地がある。